# Férel
Férel (bretonisch Ferel) ist eine französische Gemeinde mit 3.445 Einwohnern (Stand 1. Januar 2022) im Département Morbihan in der Region Bretagne.

## Geografie
Férel liegt am linken Ufer der Vilaine, die die nördliche Gemeindegrenze bildet. Etwa 30 Kilometer südlich befindet sich die Stadt Saint-Nazaire. Die Gemeinde befindet sich im Südosten des Départements Morbihans an der Grenze zum Département Loire-Atlantique.

## Geschichte
Über die Geschichte der Gemeinde gibt es kaum Belege. Die erste Kirche wurde von den Mönchen von Saint-Gildas-des-Bois errichtet, vermutlich im 12. Jahrhundert. Der kleine Ort gehörte bis 1749 zur Kirchgemeinde Herbignac. Nach der Französischen Revolution kam es zu Aufständen gegen die neuen Herrscher in Paris. Im Jahr 1793 wurden der Priester der Gemeinde ermordet und der Bürgermeister François Chatal am 5. September in La Roche-Bernard geköpft. Von 1793 bis 1801 gehörte Férel zum Kanton Camoel, danach bis 2015 zum Kanton La Roche-Bernard.

### Bevölkerungsentwicklung
Im gesamten Zeitraum zwischen 1793 und 1841 blieb die Einwohnerzahl bei rund 1400 Bewohnern stabil. Daraufhin folgte ein halbes Jahrhundert Bevölkerungswachstum bis auf rund 2000 Personen. In den zwanzig Jahren danach blieb die Zahl der Bewohner auf dieser Höhe. Ein Niedergang erfolgte erst zwischen 1911 und 1962 (1911–1962: −24 %). Diese Entwicklung änderte sich danach und die Einwohnerzahl nahm zwischen 1975 und 1990 wieder zu und erreichte frühere Werte. Seit den 1990er-Jahren wächst die Bevölkerung seither wieder (1999–2012: +51 %).
| Jahr      | 1962 | 1968 | 1975 | 1982 | 1990 | 1999 | 2006 | 2012 | 2019 |
| Einwohner | 1555 | 1619 | 1638 | 1891 | 2027 | 2050 | 2591 | 3088 | 3318 |

## Sehenswürdigkeiten
- Kirche Notre-Dame de Bon Garant (19. Jahrhundert) mit Wurzel-Jesse-Fenster aus dem Vorgängerbau
- Schloss von Coët-Castel (in Privatbesitz)
- Zwei Herrenhäuser (Coët-Couron und Trégus)
- Kreuze von Patrenôtre (19. Jahrhundert) und Le Grand Moulin in Trégus
- Quelle Saint-Pierre in der Rue de la Fontaine
- Schule Notre-Dame aus dem 19. Jahrhundert

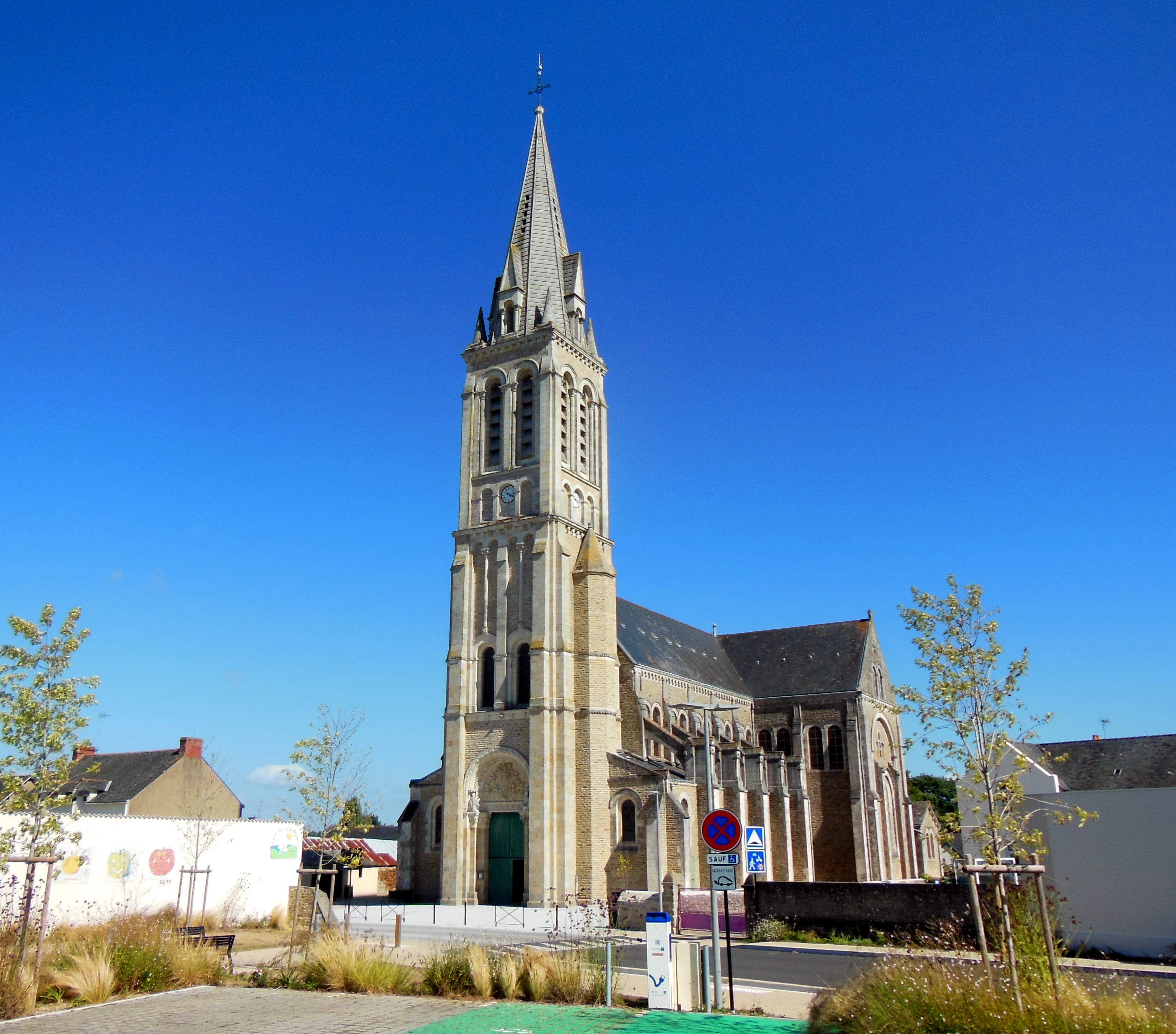
Kirche Notre-Dame de Bon Garant

Quelle: